# Sainte-Gemme (Tarn)
Pour les articles homonymes, voir Sainte-Gemme.
Sainte-Gemme (en occitan Santa Gèma) est une commune française située dans le département du Tarn, en région Occitanie. Sur le plan historique et culturel, la commune est dans le Ségala, un territoire s'étendant sur les départements du Tarn et de l'Aveyron, constitué de longs plateaux schisteux, morcelés d'étroites vallées.
Exposée à un climat océanique altéré, elle est drainée par le Céret, le Céroc, le ruisseau de Bézans, le ruisseau de Ségrassiés et par divers autres petits cours d'eau.
Sainte-Gemme est une commune rurale qui compte 846 habitants en 2022.  Elle fait partie de l'aire d'attraction d'Albi. Ses habitants sont appelés les Sainte-Gemmois ou  Sainte-Gemmoises.

## Géographie

### Localisation
Commune du Massif central située dans le Ségala sur la ligne de Castelnaudary à Rodez.

### Communes limitrophes
Les communes limitrophes sont  Almayrac, Carmaux, Mirandol-Bourgnounac, Pampelonne, Rosières et Saint-Jean-de-Marcel.
|          | Mirandol-Bourgnounac |                      |
| Almayrac | Sainte-Gemme         | Pampelonne           |
| Carmaux  | Rosières             | Saint-Jean-de-Marcel |

### Hydrographie
La commune est dans le bassin de la Garonne, au sein du bassin hydrographique Adour-Garonne. Elle est drainée par le Céret, le Céroc, le ruisseau de Bézans, le ruisseau de Ségrassiés, le ruisseau de la Coutaille, le ruisseau de Merdialou et par divers petits cours d'eau, qui constituent un réseau hydrographique de 25 km de longueur totale,.
Le Céret, d'une longueur totale de 28,5 km, prend sa source dans la commune de Montauriol et s'écoule d'est en ouest. Il traverse la commune et se jette dans le Cérou au Ségur, après avoir traversé 10 communes.
Le Céroc, d'une longueur totale de 17,7 km, prend sa source dans la commune de Moularès et s'écoule d'est en ouest. Il traverse la commune et se jette dans le Cérou à Carmaux, après avoir traversé 6 communes.
Le ruisseau de Bézans, d'une longueur totale de 11,1 km, prend sa source dans la commune de Mirandol-Bourgnounac et s'écoule vers le sud puis se réoriente vers le sud-ouest. Il traverse la commune et se jette dans le Céret à Trévien, après avoir traversé 4 communes.

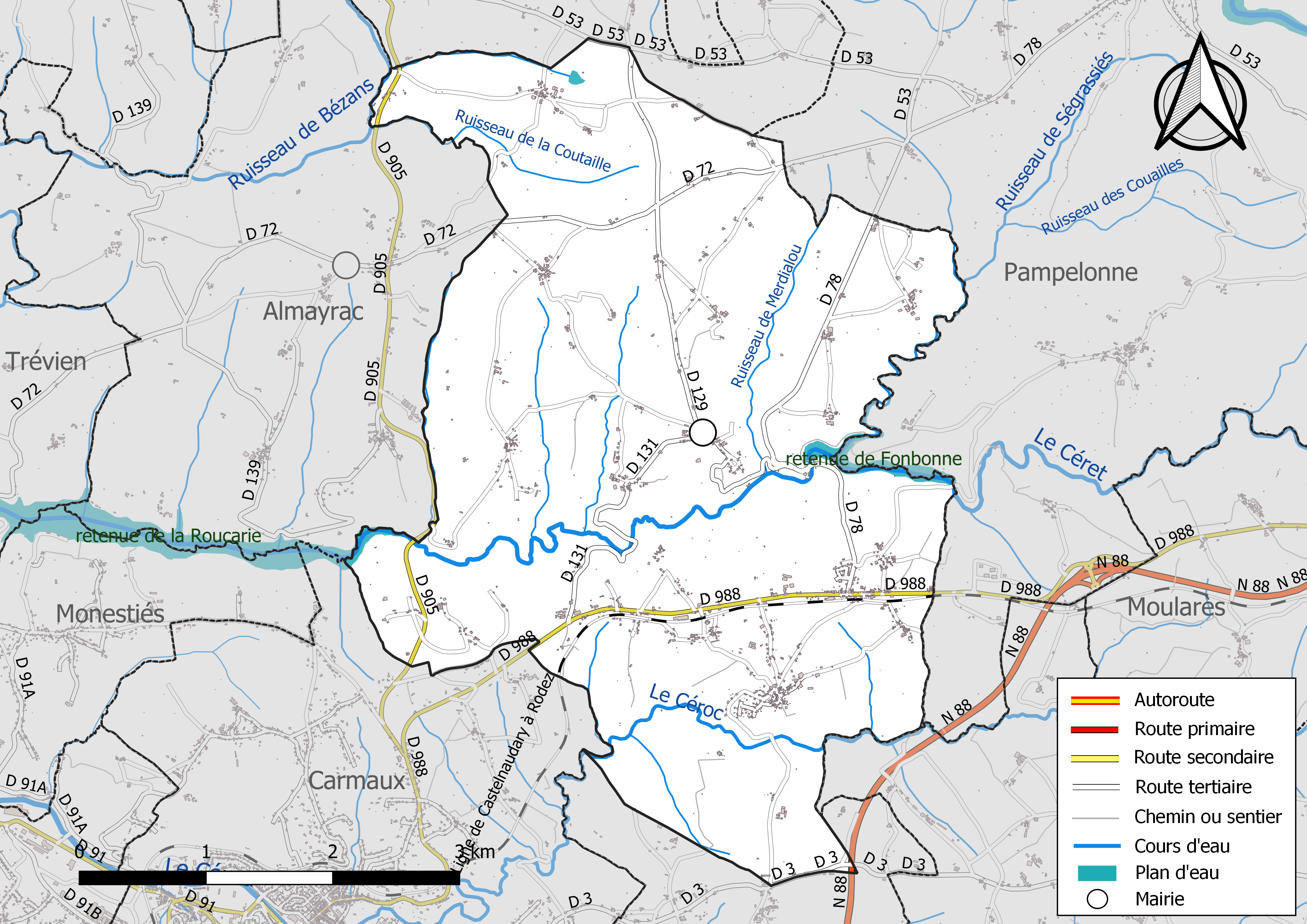
Réseaux hydrographique et routier de Sainte-Gemme.

### Climat
Pour des articles plus généraux, voir Climat de l'Occitanie et Climat du Tarn.
En 2010, le climat de la commune est de type climat océanique altéré, selon une étude du Centre national de la recherche scientifique s'appuyant sur une série de données couvrant la période 1971-2000. En 2020, Météo-France publie une typologie des climats de la France métropolitaine dans laquelle la commune est toujours exposée à un climat océanique altéré et est dans la région climatique Sud-est du Massif Central, caractérisée par une pluviométrie annuelle de 1 000 à 1 500 mm, minimale en été, maximale en automne.
Pour la période 1971-2000, la température annuelle moyenne est de 12,3 °C, avec une amplitude thermique annuelle de 15,8 °C. Le cumul annuel moyen de précipitations est de 951 mm, avec 11,2 jours de précipitations en janvier et 6,2 jours en juillet. Pour la période 1991-2020, la température moyenne annuelle observée sur la station météorologique de Météo-France la plus proche, « Tanus », sur la commune de Tanus à 9 km à vol d'oiseau, est de 12,1 °C et le cumul annuel moyen de précipitations est de 866,6 mm. 
La température maximale relevée sur cette station est de 38,9 °C, atteinte le 23 août 2023 ; la température minimale est de −12,7 °C, atteinte le 9 février 2012,,.
Les paramètres climatiques de la commune ont été estimés pour le milieu du siècle (2041-2070) selon différents scénarios d'émission de gaz à effet de serre à partir des nouvelles projections climatiques de référence DRIAS-2020. Ils sont consultables sur un site dédié publié par Météo-France en novembre 2022.

### Milieux naturels et biodiversité
Aucun espace naturel présentant un intérêt patrimonial n'est recensé sur la commune dans l'inventaire national du patrimoine naturel,,.

## Urbanisme

### Typologie
Au 1er janvier 2024, Sainte-Gemme est catégorisée commune rurale à habitat dispersé, selon la nouvelle grille communale de densité à sept niveaux définie par l'Insee en 2022.
Elle est située hors unité urbaine. Par ailleurs la commune fait partie de l'aire d'attraction d'Albi, dont elle est une commune de la couronne,. Cette aire, qui regroupe 91 communes, est catégorisée dans les aires de 50 000 à moins de 200 000 habitants,.

### Occupation des sols
L'occupation des sols de la commune, telle qu'elle ressort de la base de données européenne d’occupation biophysique des sols Corine Land Cover (CLC), est marquée par l'importance des territoires agricoles (84 % en 2018), en diminution par rapport à 1990 (85,5 %). La répartition détaillée en 2018 est la suivante : 
terres arables (48,4 %), zones agricoles hétérogènes (29 %), forêts (13,5 %), prairies (6,5 %), zones urbanisées (1,5 %), eaux continentales (0,9 %). L'évolution de l’occupation des sols de la commune et de ses infrastructures peut être observée sur les différentes représentations cartographiques du territoire : la carte de Cassini (XVIIIe siècle), la carte d'état-major (1820-1866) et les cartes ou photos aériennes de l'IGN pour la période actuelle (1950 à aujourd'hui).

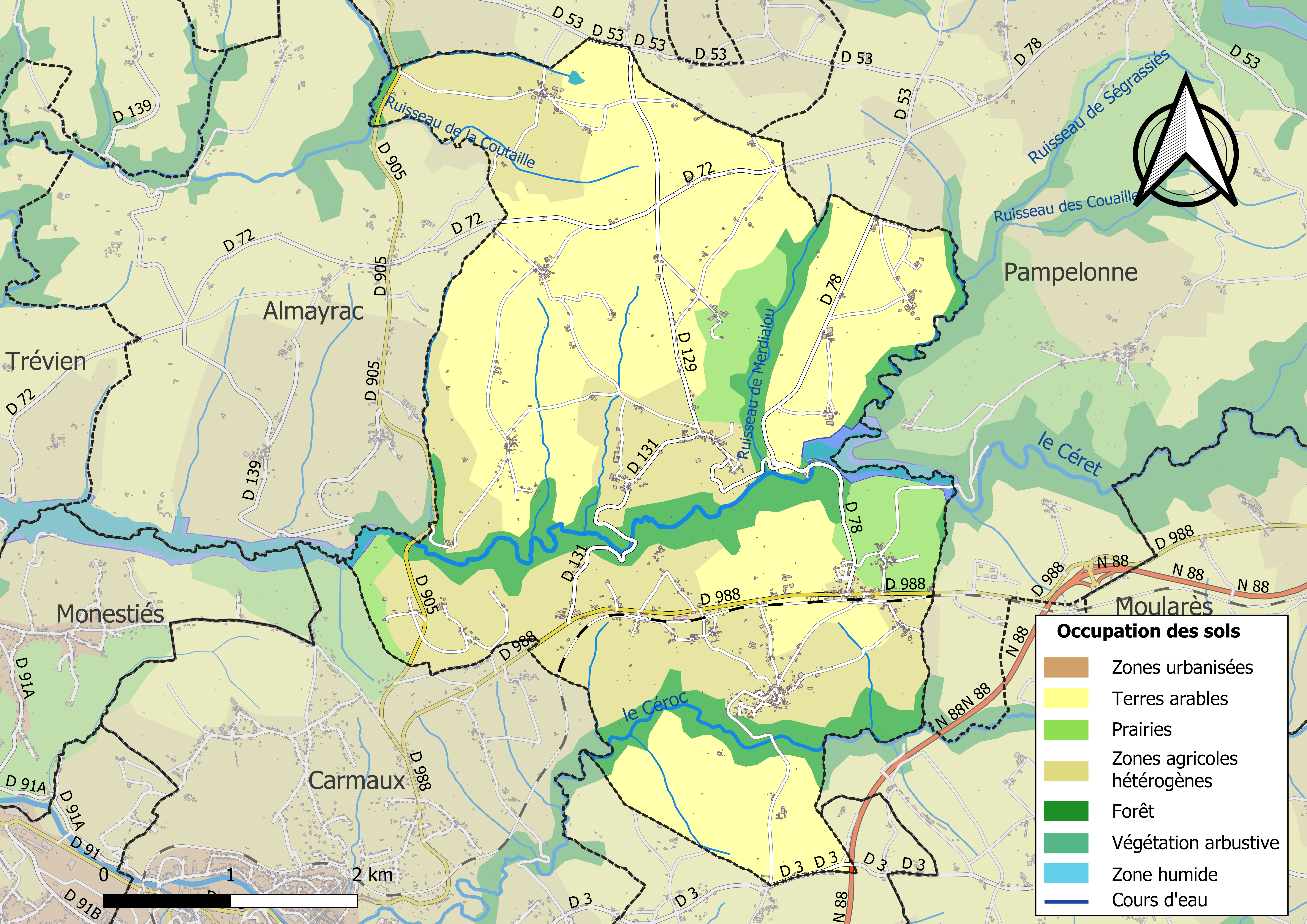
Carte des infrastructures et de l'occupation des sols de la commune en 2018 (CLC).

### Risques majeurs
Le territoire de la commune de Sainte-Gemme est vulnérable à différents aléas naturels : météorologiques (tempête, orage, neige, grand froid, canicule ou sécheresse), inondations, mouvements de terrains et séisme (sismicité très faible). Il est également exposé à un risque technologique,  le transport de matières dangereuses, et à un risque particulier : le risque de radon. Un site publié par le BRGM permet d'évaluer simplement et rapidement les risques d'un bien localisé soit par son adresse soit par le numéro de sa parcelle.

#### Risques naturels
Certaines parties du territoire communal sont susceptibles d’être affectées par le risque d’inondation par débordement de cours d'eau, notamment le Céret, le Céroc et le ruisseau de Bézans. La cartographie des zones inondables en ex-Midi-Pyrénées réalisée dans le cadre du XIe Contrat de plan État-région, visant à informer les citoyens et les décideurs sur le risque d’inondation, est accessible sur le site de la DREAL Occitanie. La commune a été reconnue en état de catastrophe naturelle au titre des dommages causés par les inondations et coulées de boue survenues en 1982, 2011 et 2013,.
Sainte-Gemme est exposée au risque de feu de forêt. En 2022, il n'existe pas de Plan de Prévention des Risques incendie de forêt (PPRif). Le débroussaillement aux abords des maisons constitue l’une des meilleures protections pour les particuliers contre le feu,.

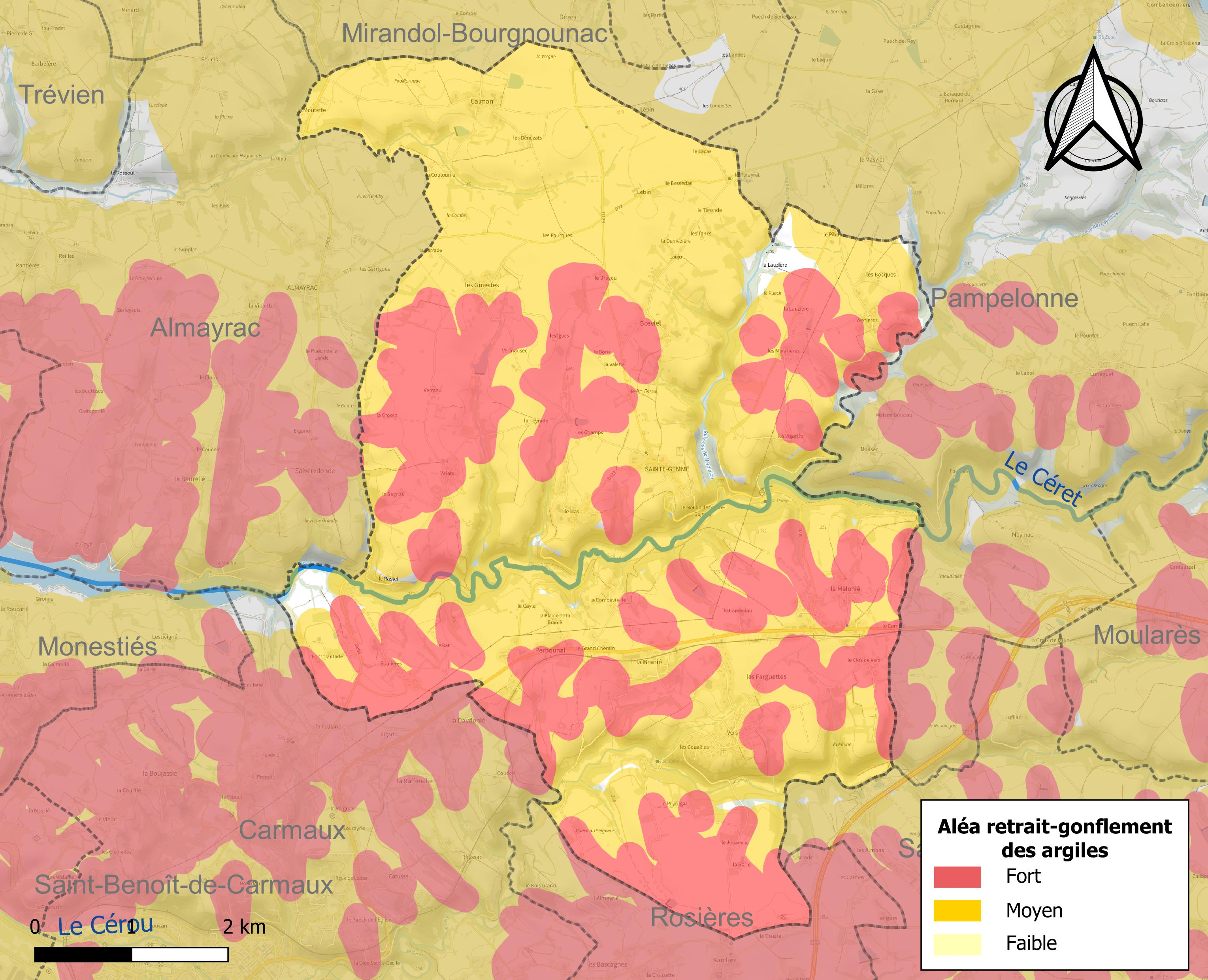
Carte des zones d'aléa retrait-gonflement des sols argileux de Sainte-Gemme.

La commune est vulnérable au risque de mouvements de terrains constitué principalement du retrait-gonflement des sols argileux. Cet aléa est susceptible d'engendrer des dommages importants aux bâtiments en cas d’alternance de périodes de sécheresse et de pluie. 97,6 % de la superficie communale est en aléa moyen ou fort (76,3 % au niveau départemental et 48,5 % au niveau national). Sur les 448 bâtiments dénombrés sur la commune en 2019, 446 sont en aléa moyen ou fort, soit 100 %, à comparer aux 90 % au niveau départemental et 54 % au niveau national. Une cartographie de l'exposition du territoire national au retrait gonflement des sols argileux est disponible sur le site du BRGM,.
Par ailleurs, afin de mieux appréhender le risque d’affaissement de terrain, l'inventaire national des cavités souterraines permet de localiser celles situées sur la commune.

#### Risques technologiques
Le risque de transport de matières dangereuses sur la commune est lié à sa traversée par des infrastructures routières ou ferroviaires importantes ou la présence d'une canalisation de transport d'hydrocarbures. Un accident se produisant sur de telles infrastructures est susceptible d’avoir des effets graves sur les biens, les personnes ou l'environnement, selon la nature du matériau transporté. Des dispositions d’urbanisme peuvent être préconisées en conséquence.

#### Risque particulier
Dans plusieurs parties du territoire national, le radon, accumulé dans certains logements ou autres locaux, peut constituer une source significative d’exposition de la population aux rayonnements ionisants. Certaines communes du département sont concernées par le risque radon à un niveau plus ou moins élevé. Selon la classification de 2018, la commune de Sainte-Gemme est classée en zone 2, à savoir zone à potentiel radon faible mais sur lesquelles des facteurs géologiques particuliers peuvent faciliter le transfert du radon vers les bâtiments.

## Histoire

### Héraldique
| Sainte-Gemme | Son blasonnement est : De sable aux lettres S et G capitales d'or rangées en fasce. |

## Politique et administration
| Période                                  | Période   | Identité            | Étiquette | Qualité |
| ---------------------------------------- | --------- | ------------------- | --------- | ------- |
| mars 2001                                | mars 2014 | Jean Garrigues      |           |         |
| mars 2014                                | En cours  | Jean-Claude Clergue |           |         |
| Les données manquantes sont à compléter. |           |                     |           |         |

## Démographie
| 1793 | 1800 | 1806 | 1821  | 1831  | 1836  | 1841  | 1846  | 1851  |
| ---- | ---- | ---- | ----- | ----- | ----- | ----- | ----- | ----- |
| 847  | 831  | 928  | 1 034 | 1 141 | 1 250 | 1 313 | 1 393 | 1 447 |

| 1856  | 1861  | 1866  | 1872  | 1876  | 1881  | 1886  | 1891  | 1896  |
| ----- | ----- | ----- | ----- | ----- | ----- | ----- | ----- | ----- |
| 1 421 | 1 442 | 1 378 | 1 294 | 1 324 | 1 300 | 1 237 | 1 179 | 1 104 |

| 1901  | 1906  | 1911  | 1921 | 1926 | 1931 | 1936 | 1946 | 1954 |
| ----- | ----- | ----- | ---- | ---- | ---- | ---- | ---- | ---- |
| 1 061 | 1 114 | 1 016 | 972  | 937  | 904  | 917  | 855  | 865  |

| 1962 | 1968 | 1975 | 1982 | 1990 | 1999 | 2006 | 2011 | 2016 |
| ---- | ---- | ---- | ---- | ---- | ---- | ---- | ---- | ---- |
| 870  | 804  | 816  | 751  | 772  | 709  | 757  | 817  | 893  |

| 2021 | 2022 | - | - | - | - | - | - | - |
| ---- | ---- | - | - | - | - | - | - | - |
| 872  | 846  | - | - | - | - | - | - | - |

## Économie

### Revenus
En 2018, la commune compte 361 ménages fiscaux, regroupant 873 personnes. La médiane du revenu disponible par unité de consommation est de 19 480 € (20 400 € dans le département).

### Emploi
|                | 2008  | 2013  | 2018  |
| -------------- | ----- | ----- | ----- |
| Commune        | 7,1 % | 6,8 % | 8,3 % |
| Département    | 8,2 % | 9,9 % | 10 %  |
| France entière | 8,3 % | 10 %  | 10 %  |

En 2018, la population âgée de 15 à 64 ans s'élève à 554 personnes, parmi lesquelles on compte 73,5 % d'actifs (65,2 % ayant un emploi et 8,3 % de chômeurs) et 26,5 % d'inactifs,. Depuis 2008, le taux de chômage communal (au sens du recensement) des 15-64 ans est inférieur à celui de la France et du département.
La commune fait partie de la couronne de l'aire d'attraction d'Albi, du fait qu'au moins 15 % des actifs travaillent dans le pôle,. Elle compte 135 emplois en 2018, contre 124 en 2013 et 97 en 2008. Le nombre d'actifs ayant un emploi résidant dans la commune est de 365, soit un indicateur de concentration d'emploi de 37,1 % et un taux d'activité parmi les 15 ans ou plus de 54,8 %.
Sur ces 365 actifs de 15 ans ou plus ayant un emploi, 85 travaillent dans la commune, soit 23 % des habitants. Pour se rendre au travail, 87,1 % des habitants utilisent un véhicule personnel ou de fonction à quatre roues, 1,4 % les transports en commun, 3,4 % s'y rendent en deux-roues, à vélo ou à pied et 8,1 % n'ont pas besoin de transport (travail au domicile).

### Activités hors agriculture

#### Secteurs d'activités
53 établissements sont implantés  à Sainte-Gemme au 31 décembre 2019. Le tableau ci-dessous en détaille le nombre par secteur d'activité et compare les ratios avec ceux du département,.
| Secteur d'activité                                                                                        | Commune | Commune | Département |
| Secteur d'activité                                                                                        | Nombre  | %       | %           |
| --- | ------- | ------- | ----------- |
| Ensemble                                                                                                  | 53      |         |             |
| Industrie manufacturière, industries extractives et autres                                                | 8       | 15,1 %  | (13 %)      |
| Construction                                                                                              | 15      | 28,3 %  | (12,5 %)    |
| Commerce de gros et de détail, transports, hébergement et restauration                                    | 12      | 22,6 %  | (26,7 %)    |
| Information et communication                                                                              | 1       | 1,9 %   | (2,1 %)     |
| Activités immobilières                                                                                    | 2       | 3,8 %   | (4,2 %)     |
| Activités spécialisées, scientifiques et techniques et activités de services administratifs et de soutien | 6       | 11,3 %  | (13,8 %)    |
| Administration publique, enseignement, santé humaine et action sociale                                    | 4       | 7,5 %   | (15,5 %)    |
| Autres activités de services                                                                              | 5       | 9,4 %   | (9 %)       |

Le secteur de la construction est prépondérant sur la commune puisqu'il représente 28,3 % du nombre total d'établissements de la commune (15 sur les 53 entreprises implantées  à Sainte-Gemme), contre 12,5 % au niveau départemental.

#### Entreprises et commerces
Les deux entreprises ayant leur siège social sur le territoire communal qui génèrent le plus de chiffre d'affaires en 2020 sont : 
- Dan Auto, commerce de voitures et de véhicules automobiles légers (572 k€)
- Mattis, activités des parcs d'attractions et parcs à thèmes (26 k€)

### Agriculture
La commune est dans le Segala, une petite région agricole située dans le nord-est du département du Tarn. C’est la relative pauvreté du sol de cette région où ne poussait jadis que le seigle qui a donné son nom à cette aire géographique. Situé en moyenne altitude, le Ségala s’étend sur des territoires vallonnés et riches en schiste. En 2020, l'orientation technico-économique de l'agriculture  sur la commune est la combinaisons de granivores (porcins, volailles). 
|               | 1988  | 2000  | 2010  | 2020  |
| ------------- | ----- | ----- | ----- | ----- |
| Exploitations | 96    | 55    | 45    | 30    |
| SAU (ha)      | 1 733 | 1 856 | 2 024 | 1 868 |

Le nombre d'exploitations agricoles en activité et ayant leur siège dans la commune est passé de 96 lors du recensement agricole de 1988  à 55 en 2000 puis à 45 en 2010 et enfin à 30 en 2020, soit une baisse de 69 % en 32 ans. Le même mouvement est observé à l'échelle du département qui a perdu pendant cette période 58 % de ses exploitations,. La surface agricole utilisée sur la commune a quant à elle augmenté, passant de 1 733 ha en 1988 à 1 868 ha en 2020. Parallèlement la surface agricole utilisée moyenne par exploitation a augmenté, passant de 18 à 62 ha.

## Culture locale et patrimoine

### Lieux et monuments
- Lac de Fonbonne.
- Lac de la Roucarié.
- Église Saint-Cirice de Sainte-Gemme.
- Église Saint-Jacques de Vers.

### Personnalités liées à la commune
- Un cadran solaire a été dédié à la mémoire de Lucien Nave (1899-1966), écrivain paysan du Ségala.

## Pour approfondir